# 'Atā
'Atā è un'isola delle Tonga. Amministrativamente appartiene alla divisione di Tongatapu.
Dal 2001 l'isola è stata utilizzata come prigione a cielo aperto per i criminali tongani, soprattutto per i giovani. Nel 2002 erano presenti sull'isola 7 prigionieri che coltivavano patate dolci, noci di cocco, manioca e banane per pagare le loro spese.